# Edgar (Montana)
Edgar – jednostka osadnicza w Stanach Zjednoczonych, w stanie Montana, w hrabstwie Carbon.